# Giurgiu
Giurgiu (en búlgar Гюргево Guiúrguevo, en genovès San Giorgio, en turc Yerköy) és una ciutat de Romania situada a la província de Giurgiu, a Muntènia. Es troba a la riba del Danubi, davant per davant de la ciutat búlgara de Ruse. Té la població de 73.587 habitants.